# 吉田川 (北海道)
吉田川（よしだがわ）は、北海道札幌市を流れる石狩川水系の河川である。札幌市が管理する普通河川で、旧吉田農場の中を流れていた川を整備し用水路としたことから吉田川と命名された。1997年（平成9年）に豊平区から清田区が分区する際に、この川を境界と定めた。

## 流路
北海道札幌市豊平区羊ケ丘にある北海道農業研究センター敷地内に源を発する。清田区北野と豊平区月寒東の境界を北東へ流れ、暗渠となり白石区に入る。厚別川に合流する。

## 生物
フクドジョウが生息していることが、札幌市職員の調査により確認されている。

## 流域の施設
- 吉田川公園
- 東月寒公園
- 八紘学園